# モード学園コクーンタワー

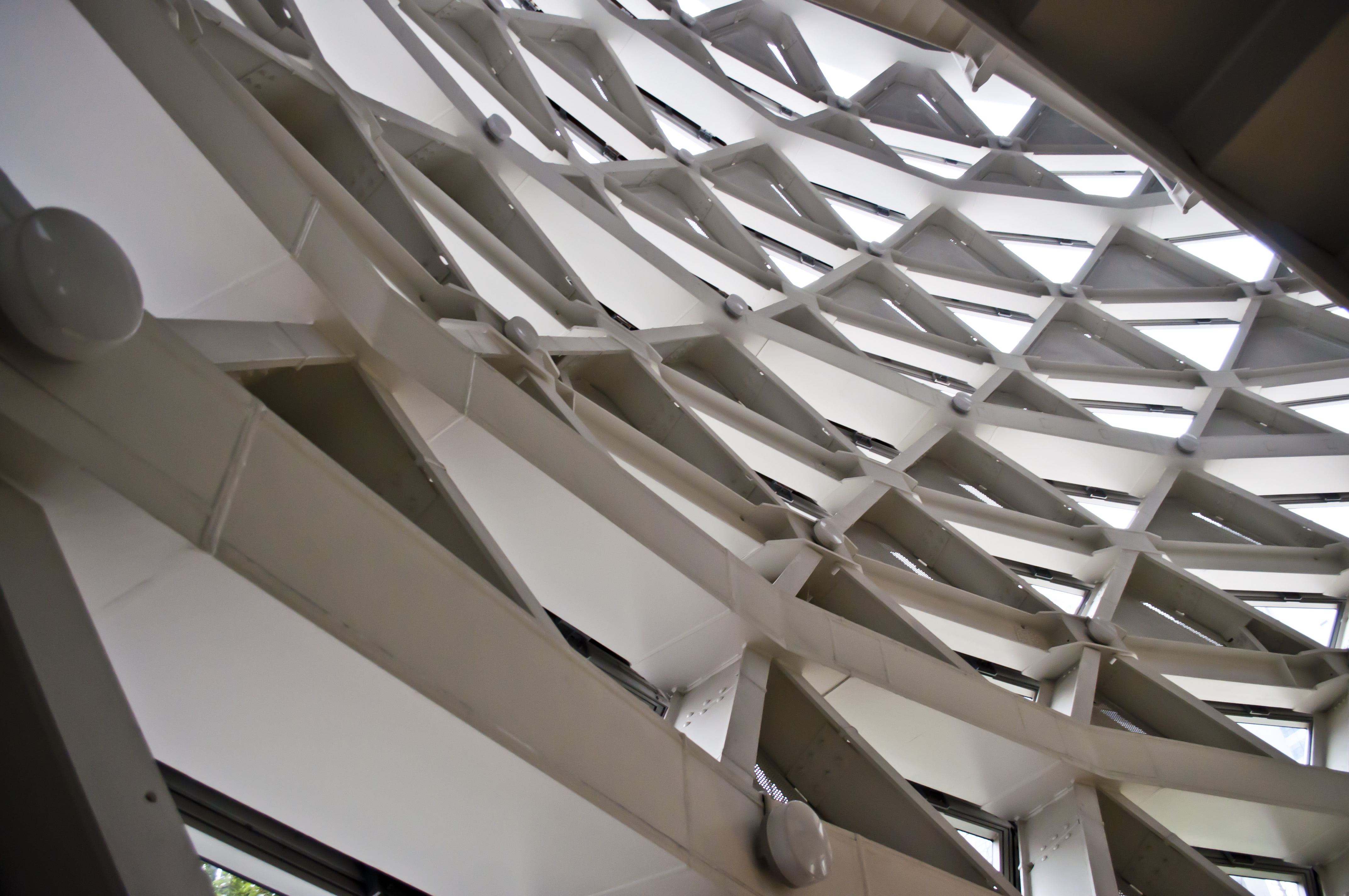
モード学園内部

モード学園コクーンタワー（モードがくえんコクーンタワー）は、東京都新宿区西新宿に学校法人モード学園（現：学校法人日本教育財団）が建設した超高層ビルである。

## 概要
証券化され売却された朝日生命保険本社跡地に建てられた校舎ビルである。プロジェクトにあっては、学園からの注文である「四角ではないものを」に基づいた国際コンペが行われ、建築家や建設会社など約50社、150件を超す提案の中から丹下都市建築設計の計画が採用された。
「創造する若者を包み込み、触発させる」という意味を込めイメージしたというコクーン（繭）のような外観が特徴で、都市再生特別地区を活用し基準容積率1,000%の敷地に対して、容積1,370%を実現した。また、施工を手掛けた清水建設がタワー建設に際して、独自に開発した3次元CADシステムを採用。立体映像を建築現場に導入したことによって、複雑な形状の高層建設物であっても工期を約2割短縮できる建設手法を確立した。
竣工した2008年、すぐれた超高層建築に与えられるエンポリス・スカイスクレイパー賞の1位を日本で初めて受賞している。
数百億円に上る事業費は、学校法人モード学園の自己資金で全て賄われている。高さも学校法人が所有するビルとしては最も高く、世界的にも校舎目的の建物としてモスクワ大学本館に次ぐ高さである。
タワーは地上50階・地下4階建てで、学校施設および文化交流を目的とするホール、賑わいを提供する商業施設で構成され、学校法人日本教育財団の運営する3つの専門学校（東京モード学園、HAL東京、首都医校）、東京通信大学、2つの専門職大学（国際ファッション専門職大学、東京国際工科専門職大学）のほか、地下1・2階部分にはブックファースト新宿店が首都圏における旗艦店として入った。

## 入居者
- 学校法人日本教育財団
  - 東京モード学園
  - HAL東京
  - 首都医校
  - 東京通信大学
  - 国際ファッション専門職大学
  - 東京国際工科専門職大学
- ブックファースト 新宿店
- タリーズコーヒー 新宿コクーンタワー店 - 2011年（平成23年）3月30日「BLUE SQUARE CAFE」跡地に開店。
- NewDays コクーンタワー新宿店[7][8]
- DAISO 新宿コクーンタワー店

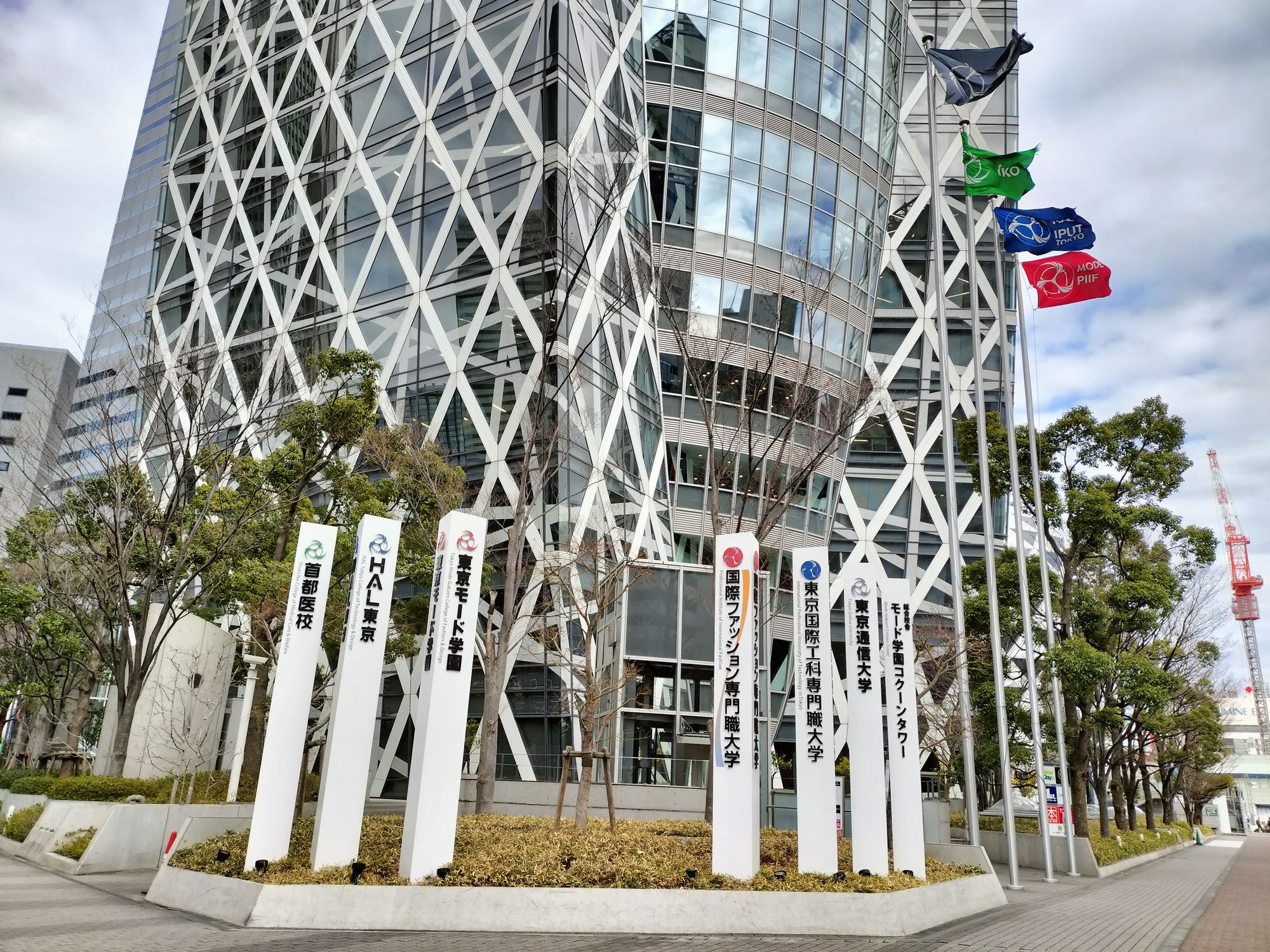
南東角（2024年2月）

## 受賞歴
- エンポリス・スカイスクレイパー賞 1位（2008年）
- グッドデザイン賞（2009年）[9]
- ミシュラン・グリーンガイド・ジャポン、評価2つ星（2011年）[10]
- EMPORIS「世界で最も魅力的な校舎10」（2014年）[11]
- 世界の建築家が選んだ過去50年で最も影響力のある高層ビル50選（2019年、日本の建築物からは唯一の選出）[12]

## ギャラリー

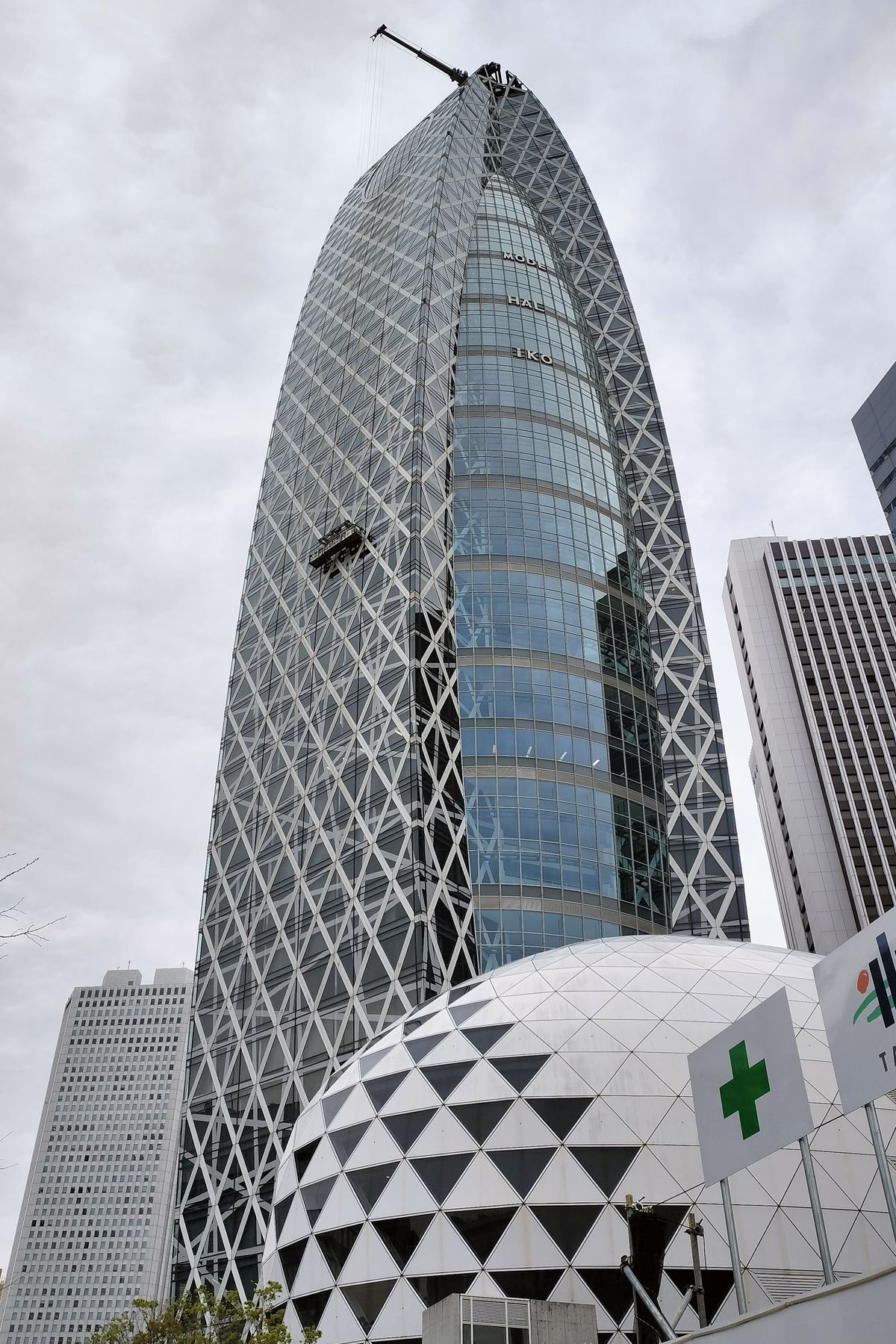
中層階に位置するゴンドラ
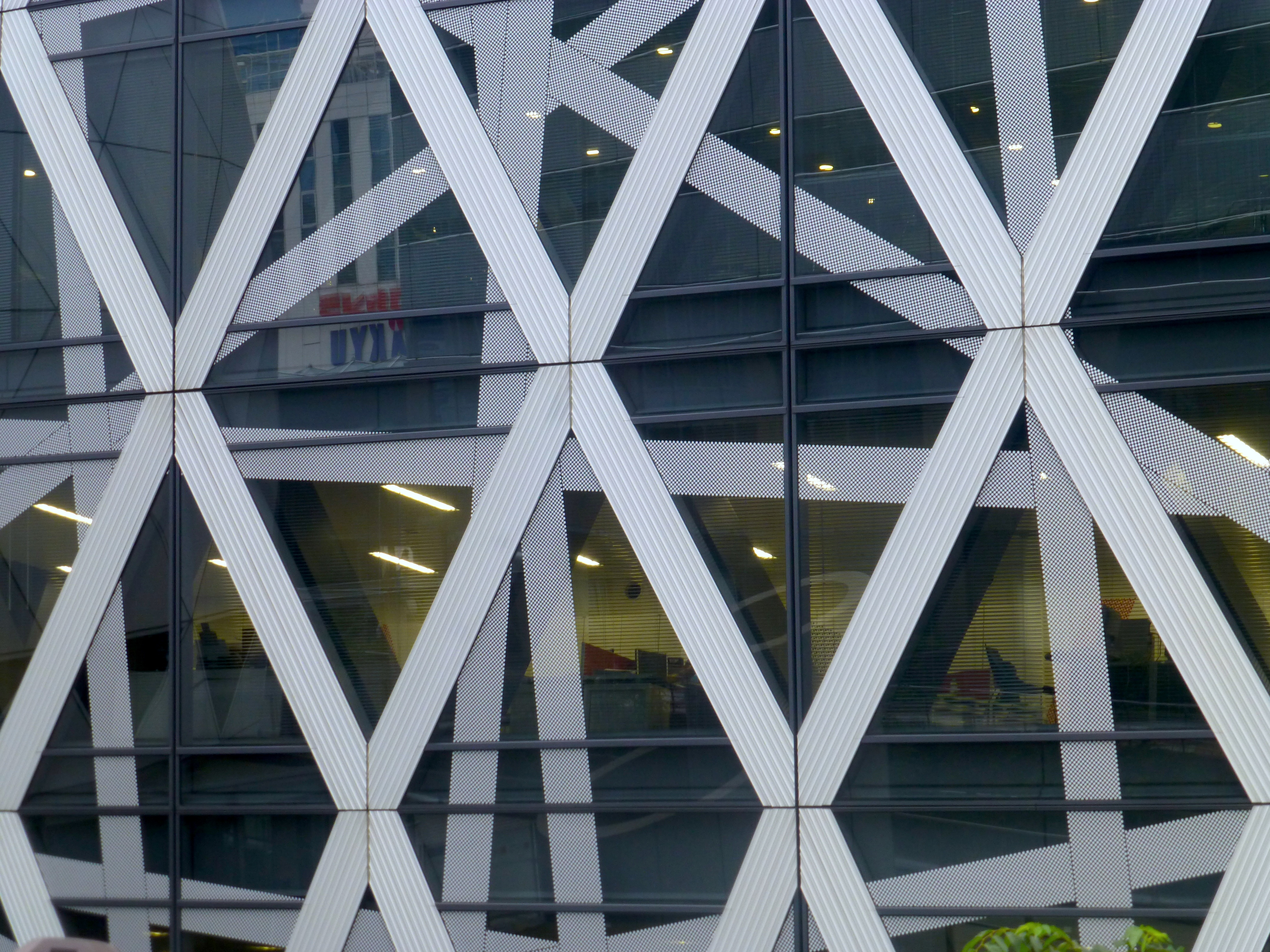
壁面の様子

### 出入口

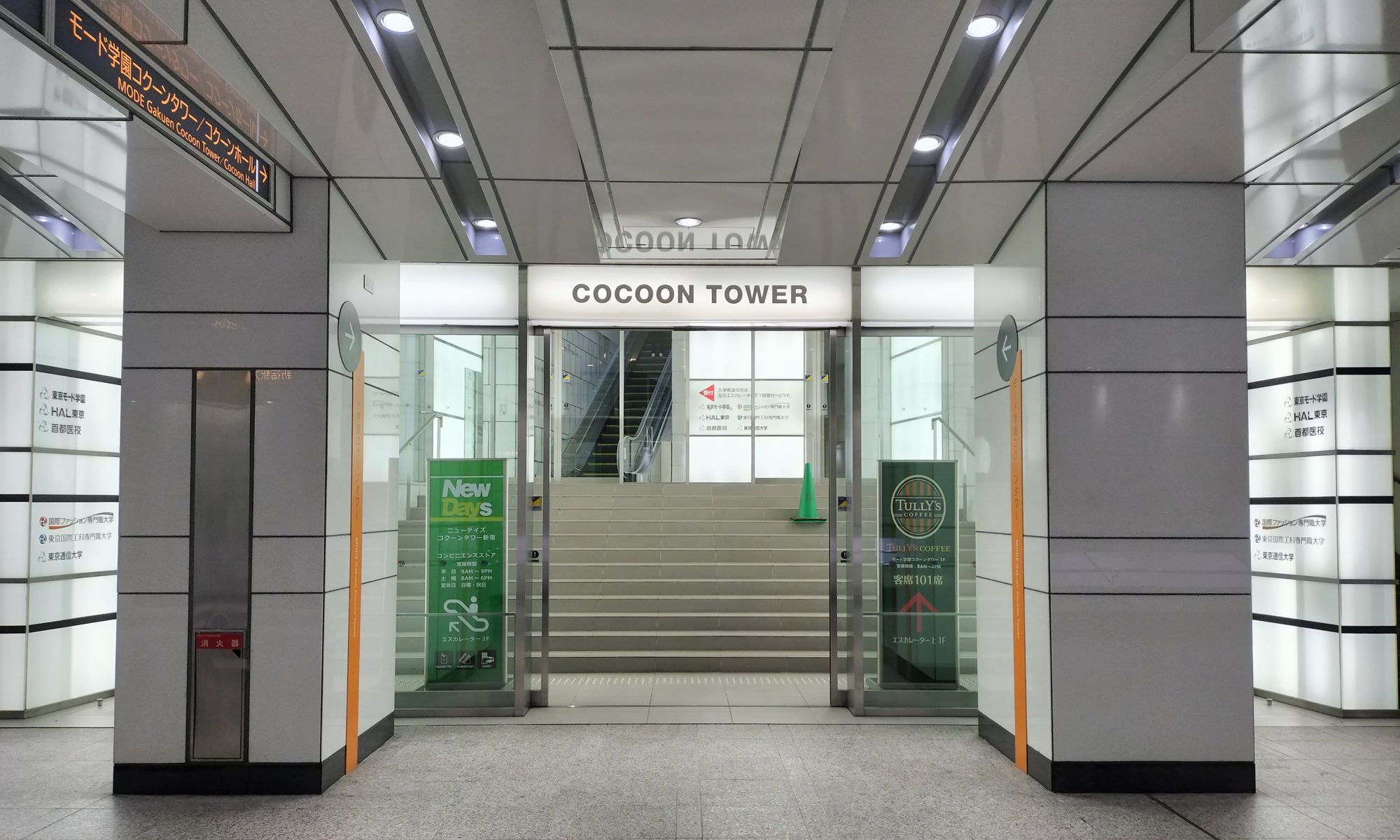
中央通りの歩道に面した東側の出入口（地下1階へ通ずる）
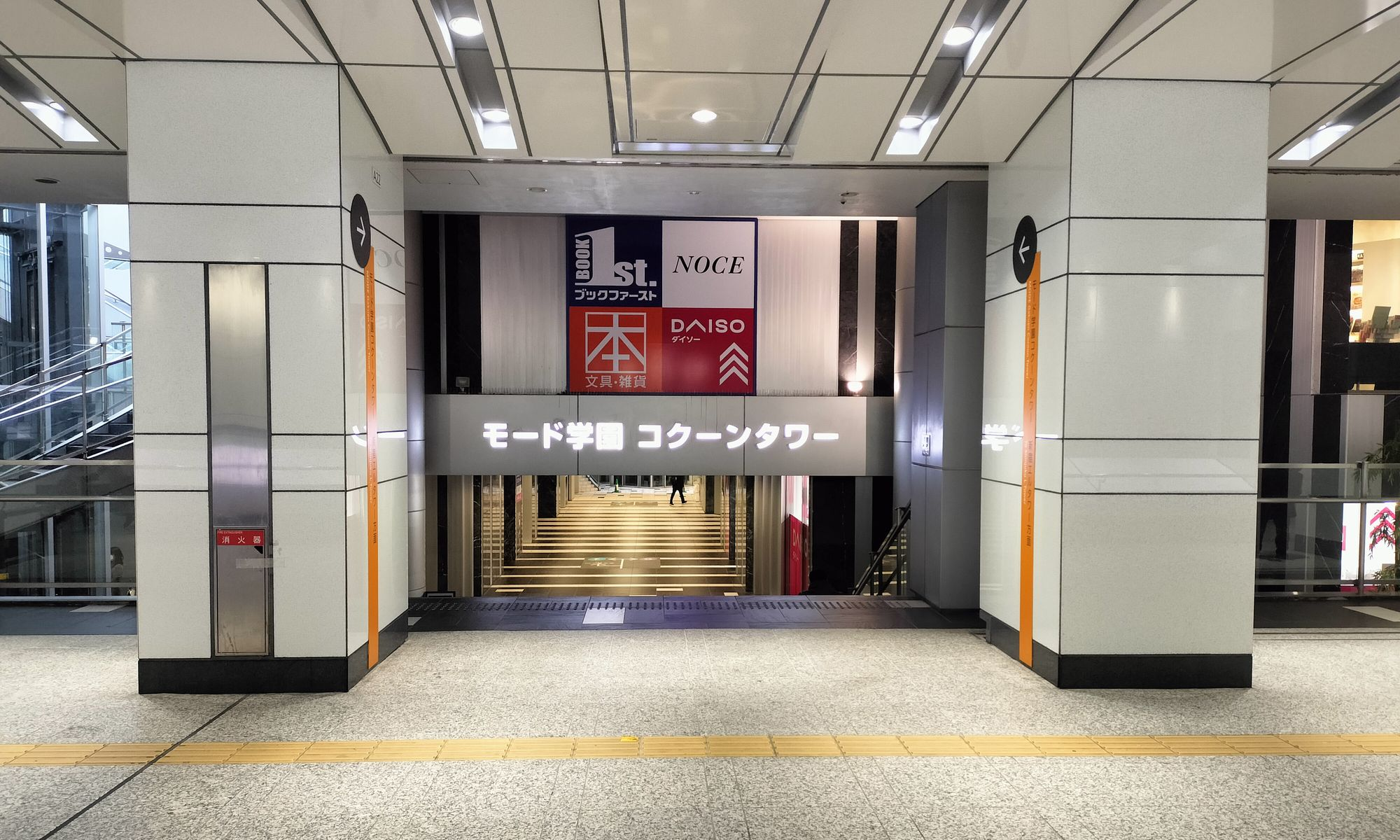
同じく西側の出入口（地下2階へ通ずる）

### 建設中の様子

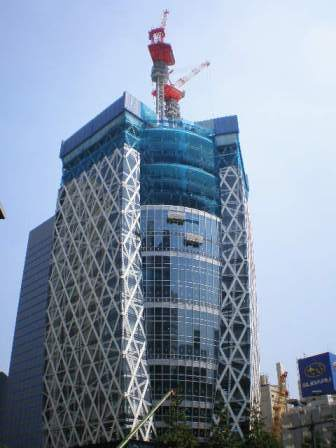
2007年8月
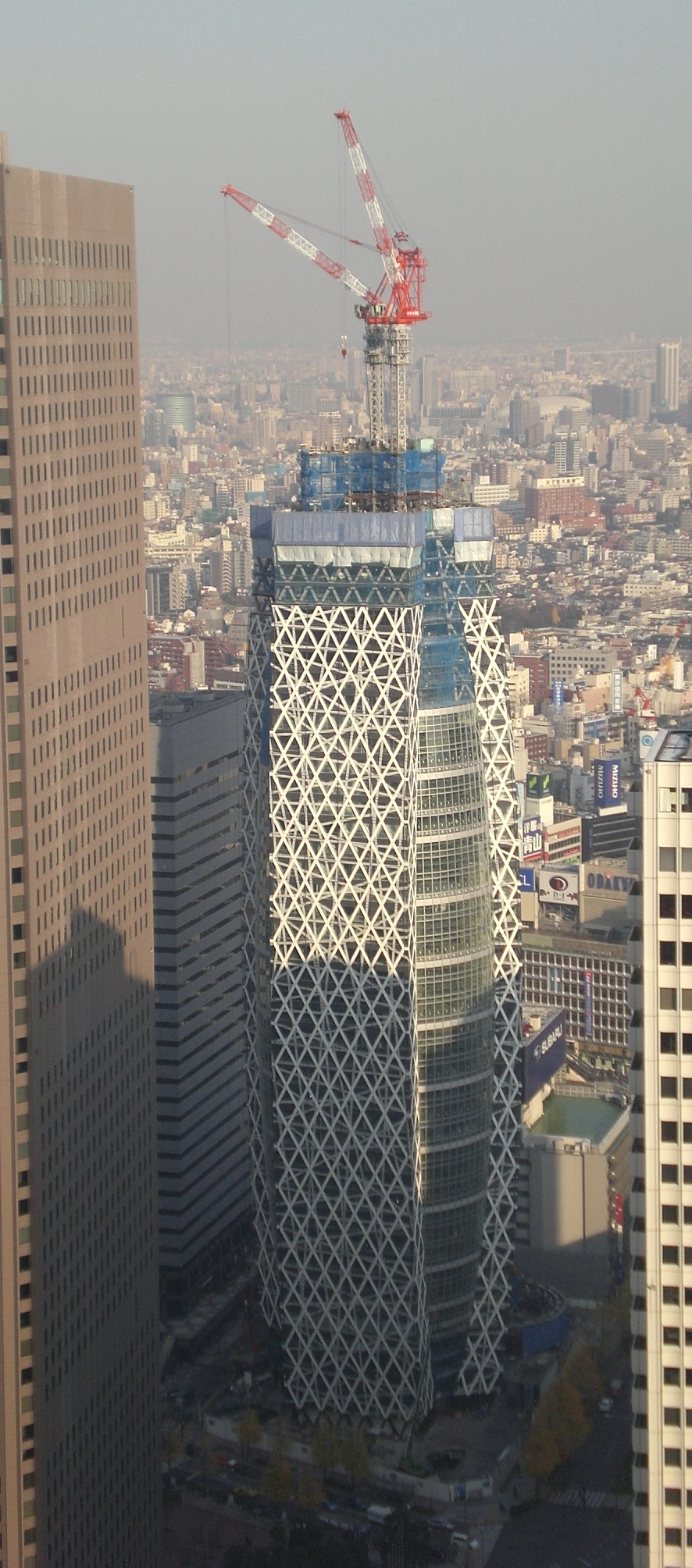
2007年12月（都庁展望台より）
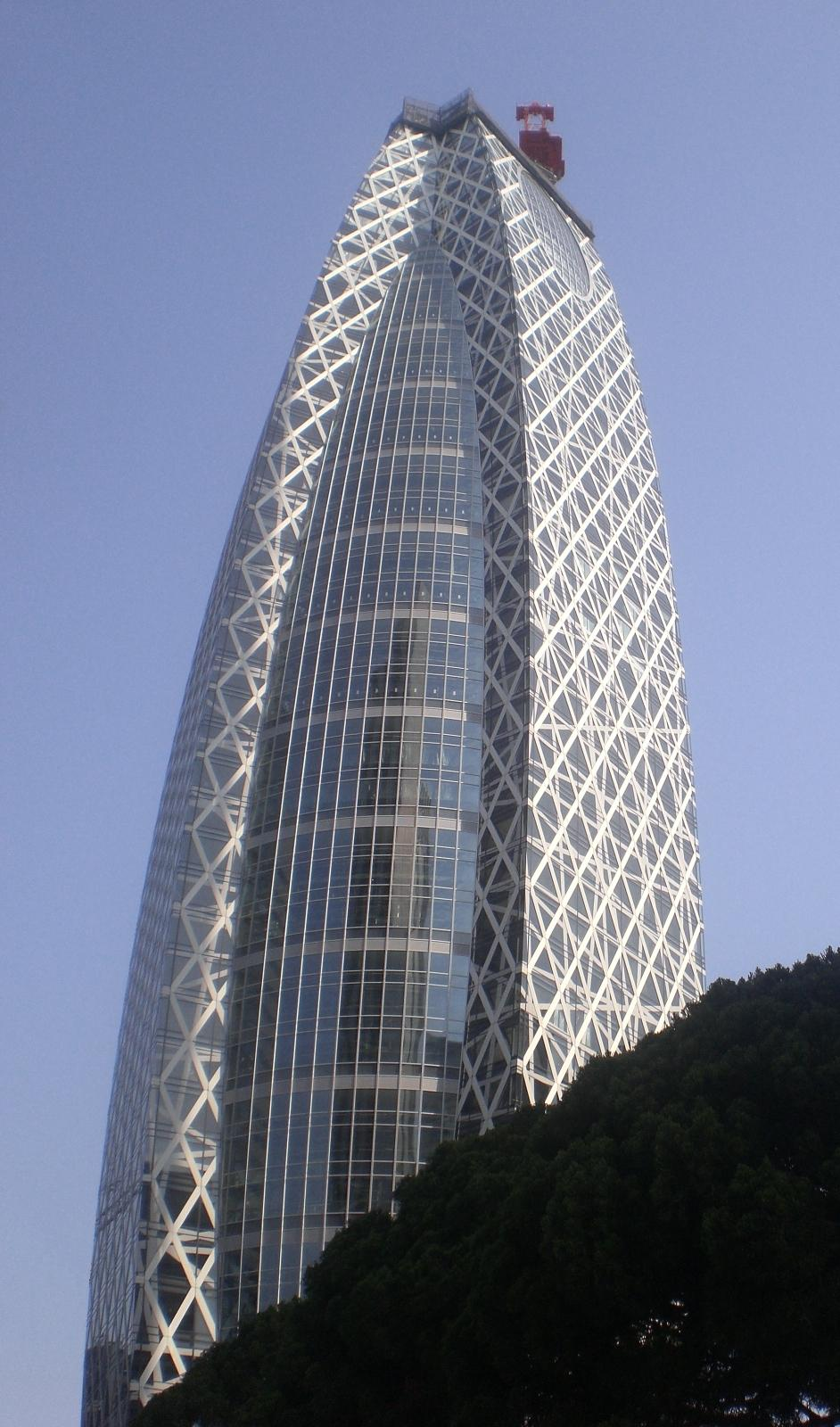
2008年4月
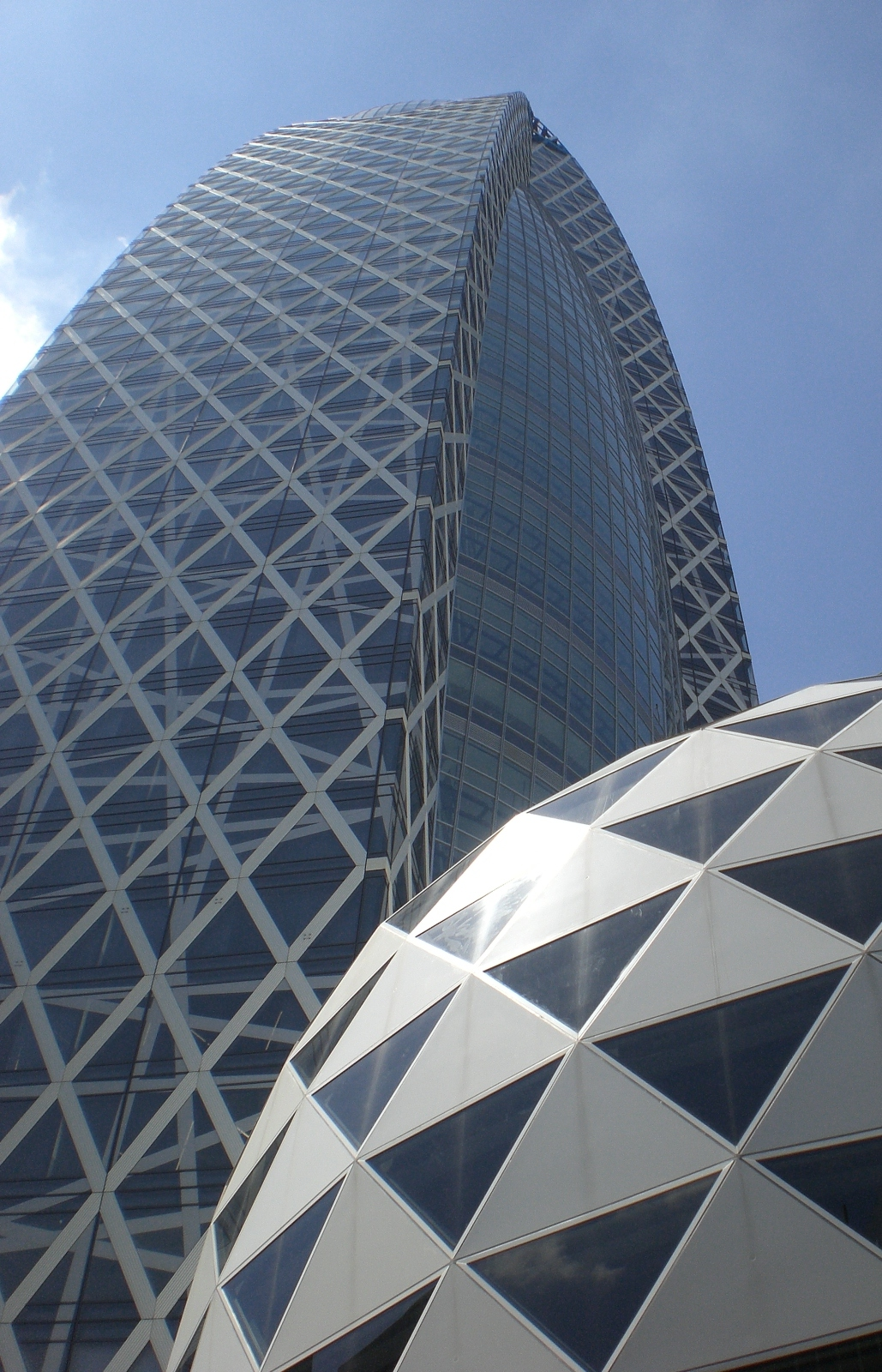
2008年8月